# Бетково (Польща)
Бетково (пол. Betkowo, нім. Betkau) — село в Польщі, у гміні Чемпінь Косцянського повіту Великопольського воєводства.
Населення — 233 особи (2011).
У 1975-1998 роках село належало до Познанського воєводства.

## Демографія
Демографічна структура станом на 31 березня 2011 року:
|          | Загалом | Допрацездатний вік | Працездатний вік | Постпрацездатний вік |
| -------- | ------- | ------------------ | ---------------- | -------------------- |
| Чоловіки | 115     | 21                 | 82               | 12                   |
| Жінки    | 118     | 29                 | 70               | 19                   |
| Разом    | 233     | 50                 | 152              | 31                   |